# سيد مرعي
المهندس سيد مرعي (26 أغسطس 1913 - 22 أكتوبر 1993) ولِد في قرية العزيزية مركز منيا القمح محافظة الشرقية و سياسي مصري ومهندس زراعي. ارتبط اسمه بالزراعة والاستصلاح الزراعي واستصلاح الأراضي. كان وزيرًا للزراعة لفترات طويلة ورئيسًا لمجلس الشعب المصري من (23 أكتوبر 1974 - 3 نوفمبر 1978) في عهد الرئيس الأسبق محمد أنور السادات.